# Лапшанский, Адам
Адам Лапшанский (словац. Adam Lapšanský; 10 апреля 1990, Спишска-Нова-Вес, Чехословакия) — словацкий хоккеист, правый нападающий. Выступает за ХК «Кошице» в словацкой Экстралиге.

## Карьера
Воспитанник хоккейной школы ХК «Спишска Нова Вес». Выступал за ХК «Попрад», МХК «Кежмарок».
В составе национальной сборной Словакии провел 2 матча (1 гол). В составе молодежной сборной Словакии участник чемпионата мира 2010. В составе юниорской сборной Словакии участник чемпионатов мира 2007 и 2008.

## Достижения
- Серебряный призер чемпионата Словакии (2011)